# Karkoszczonka
Karkoszczonka (723 m n.p.m.) – głęboka przełęcz w Beskidzie Śląskim, między Trzema Kopcami (1082 m) na północy a Beskidkiem (860 m) na południu. Poprzez tę przełęcz oraz Beskid Węgierski i Przełęcz Salmopolską Pasmo Klimczoka i Szyndzielni łączy się z pozostałą częścią Beskidu Śląskiego.

## Opis
Jeśli pominąć Bramę Wilkowicką, jest Karkoszczonka najniższym punktem w wododziale Wisły (tu: Brennicy) i Soły (tu: Żylicy) na terenie Beskidu Śląskiego. Tym samym jest najniższym i najwygodniejszym przejściem między Szczyrkiem a Brenną, używanym zresztą przez miejscową ludność od wielu wieków.
Od strony wschodniej, ze Szczyrku, na przełęcz wyprowadza droga wiodąca doliną potoku Potoku Wilczego (Biła), natomiast od strony zachodniej, z Brennej Bukowej – droga wiodąca dolinką potoku Polczany. Obie drogi w większej części są pokryte wąskim dywanikiem asfaltowym, jednak przejazd przez przełęcz jest zamknięty dla ruchu samochodowego (szlaban po stronie Brennej – droga leśna, w dyspozycji Administracji Lasów Państwowych). Co pewien czas pojawiają się w prasie informacje o zamiarach przebudowy tej drogi i jej otwarcia dla ruchu publicznego – na razie skutecznie przeciwstawiają się temu pomysłowi Lasy Państwowe, organizacje ekologiczne i zwyczajny brak środków.

## Pochodzenie nazwy
Do niedawna przełęcz nazywano powszechnie „Skałką”, co związane było zapewne ze starą nazwą Klimczoka. Obecna nazwa została przeniesiona z dawnego osiedla pasterskiego na polanach opadających spod przełęczy na wschód, ku dolinie Biłej. Pochodzi od słowa „karkosze”, oznaczającego w góralskiej gwarze gałęzie, odrąbane ze ściętych drzew iglastych.
Wśród mieszkańców Szczyrku Biłej przełęcz zwana jest też czasem „Granicą”. Jest to odniesienie do granicznej funkcji grzbietu Beskidu Śląskiego, który rozdzielał w tym miejscu Żywiecczyznę, należącą aż do rozbiorów do Królestwa Polskiego (później: Galicję) od Księstwa Cieszyńskiego (części Górnego Śląska). Po II wojnie światowej biegła tym grzbietem granica województw krakowskiego i katowickiego, a także granica powiatów żywieckiego i cieszyńskiego (co ma miejsce również obecnie). Wspomniany grzbiet był również przez ponad dziewięć wieków granicą dwóch diecezji kościoła katolickiego w Polsce: krakowskiej i wrocławskiej. Jednocześnie jest naturalną granicą językową i etnograficzną (Brenna: strój górali śląskich, Szczyrk: strój górali żywieckich).
Przez Karkoszczonkę biegnie granica między Brenną i Szczyrkiem. Tuż pod samym siodłem przełęczy, po stronie doliny Wilczego Potoku, znajduje się schronisko turystyczne „Chata Wuja Toma”.

## Szlaki turystyczne
Na przełęczy węzeł szlaków turystycznych:
 – do Brennej Bukowej (1,45 godz.)
 – do Szczyrku Centrum (50 min.)
 – na Klimczok (1 godz.)
 – na przełęcz Salmopolską (2,30 godz.) i dalej na Malinowską Skałę (4 godz.)

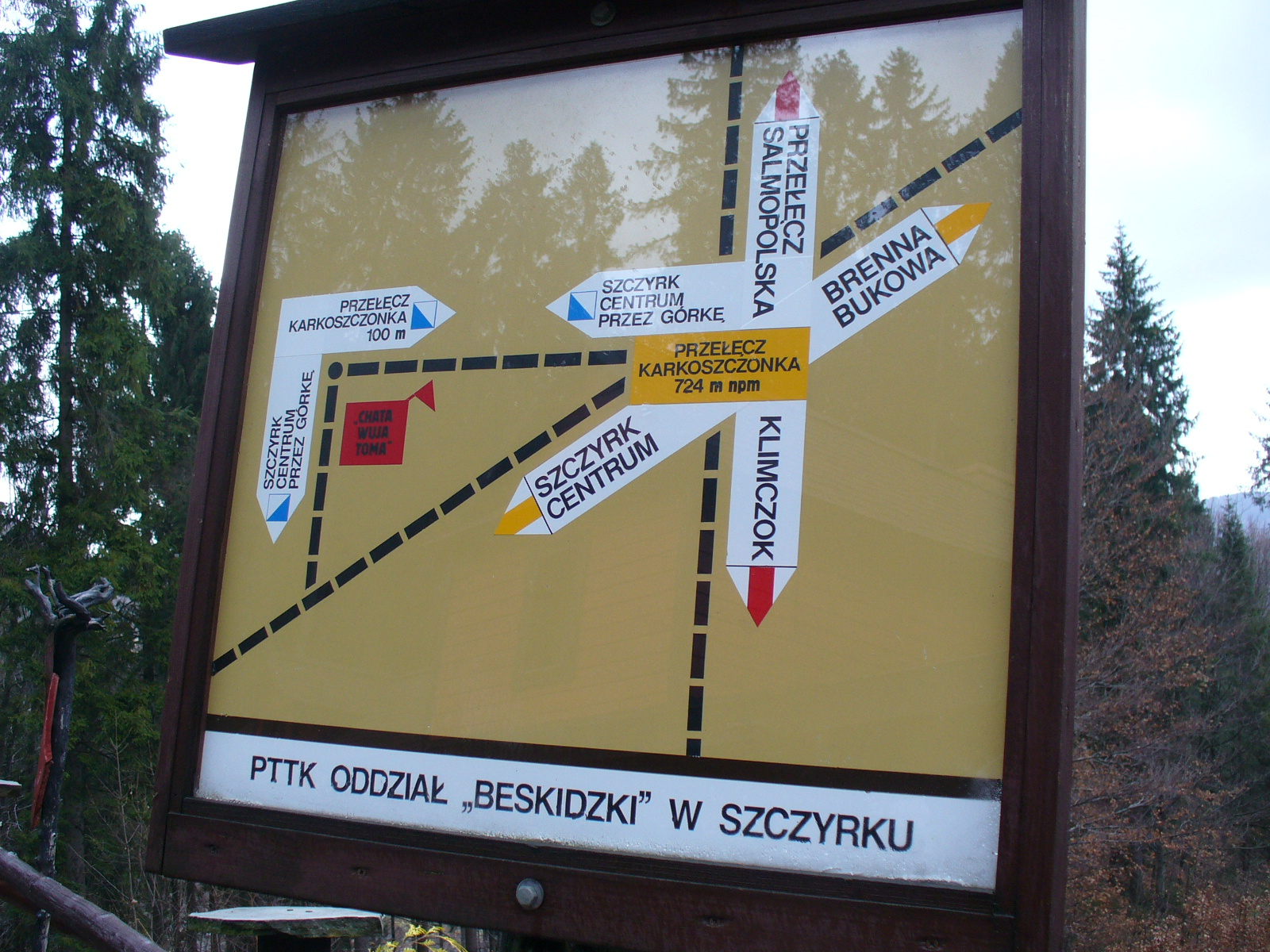
Schemat szlaków
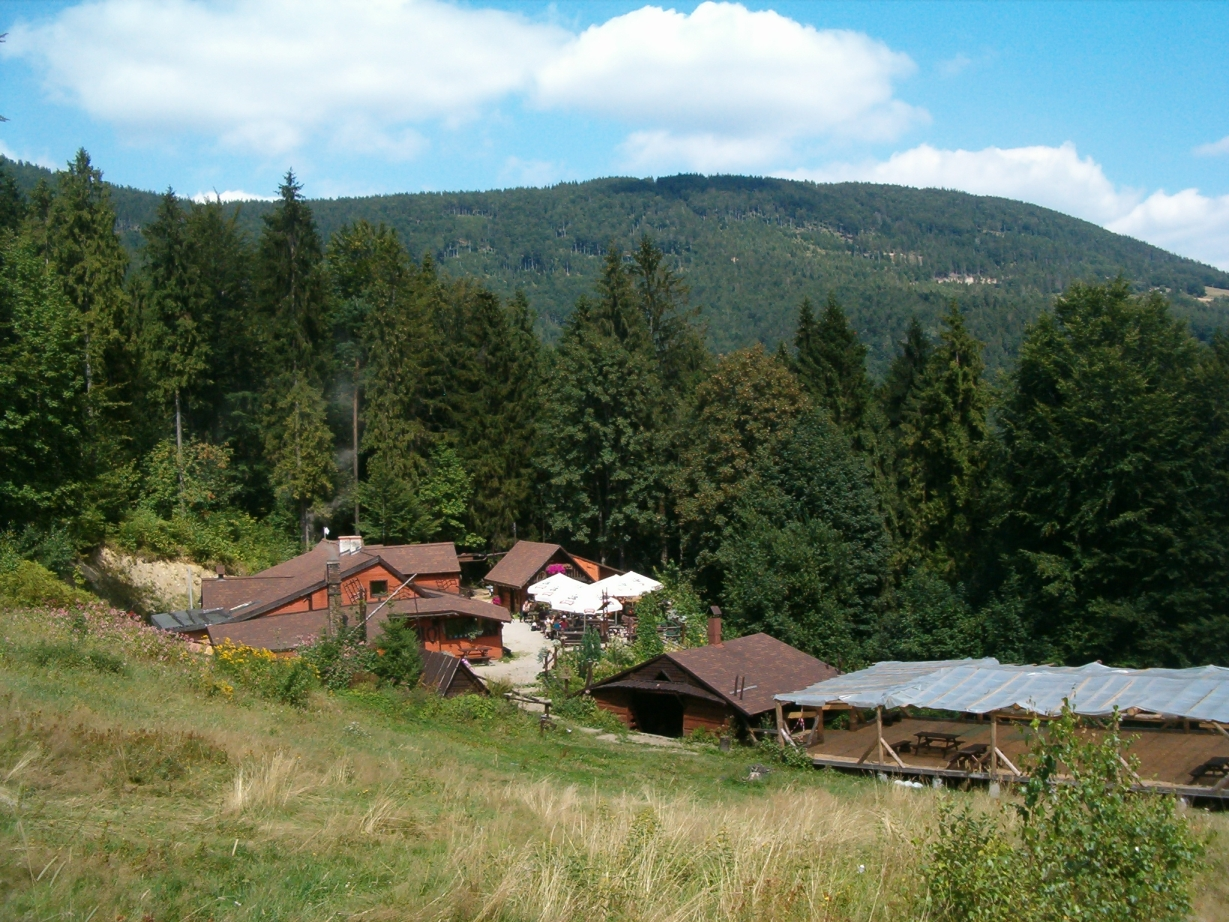
Schronisko turystyczne „Chata Wuja Toma”
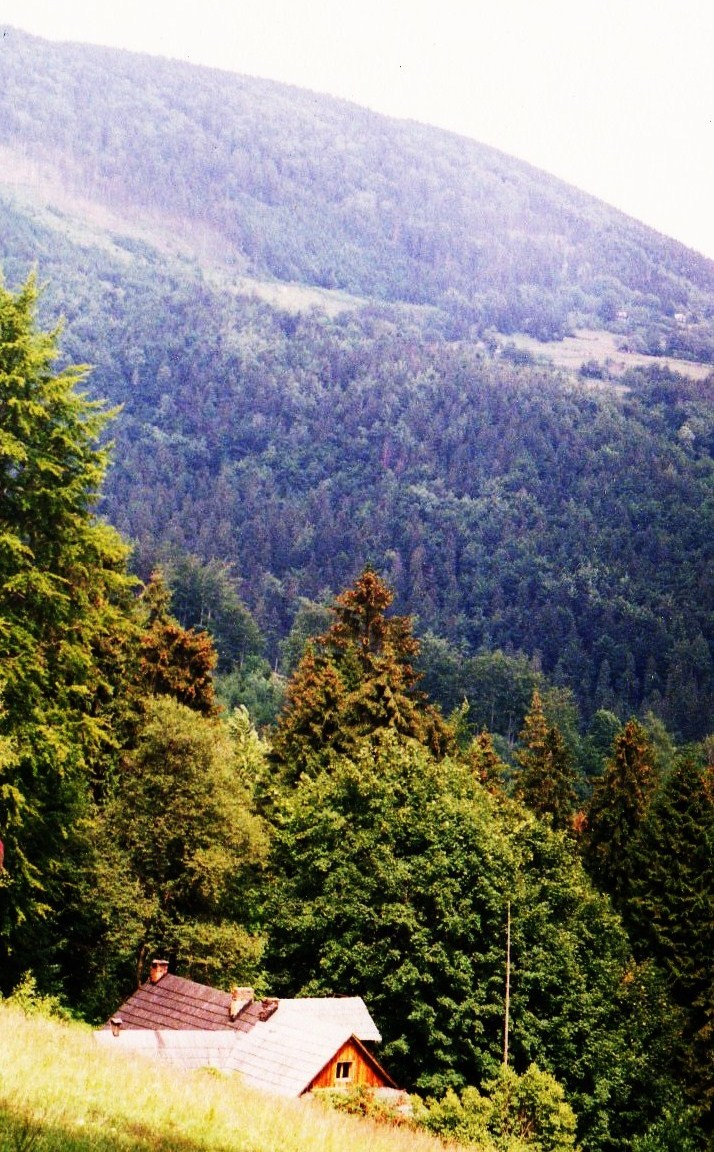
Widok na Klimczok
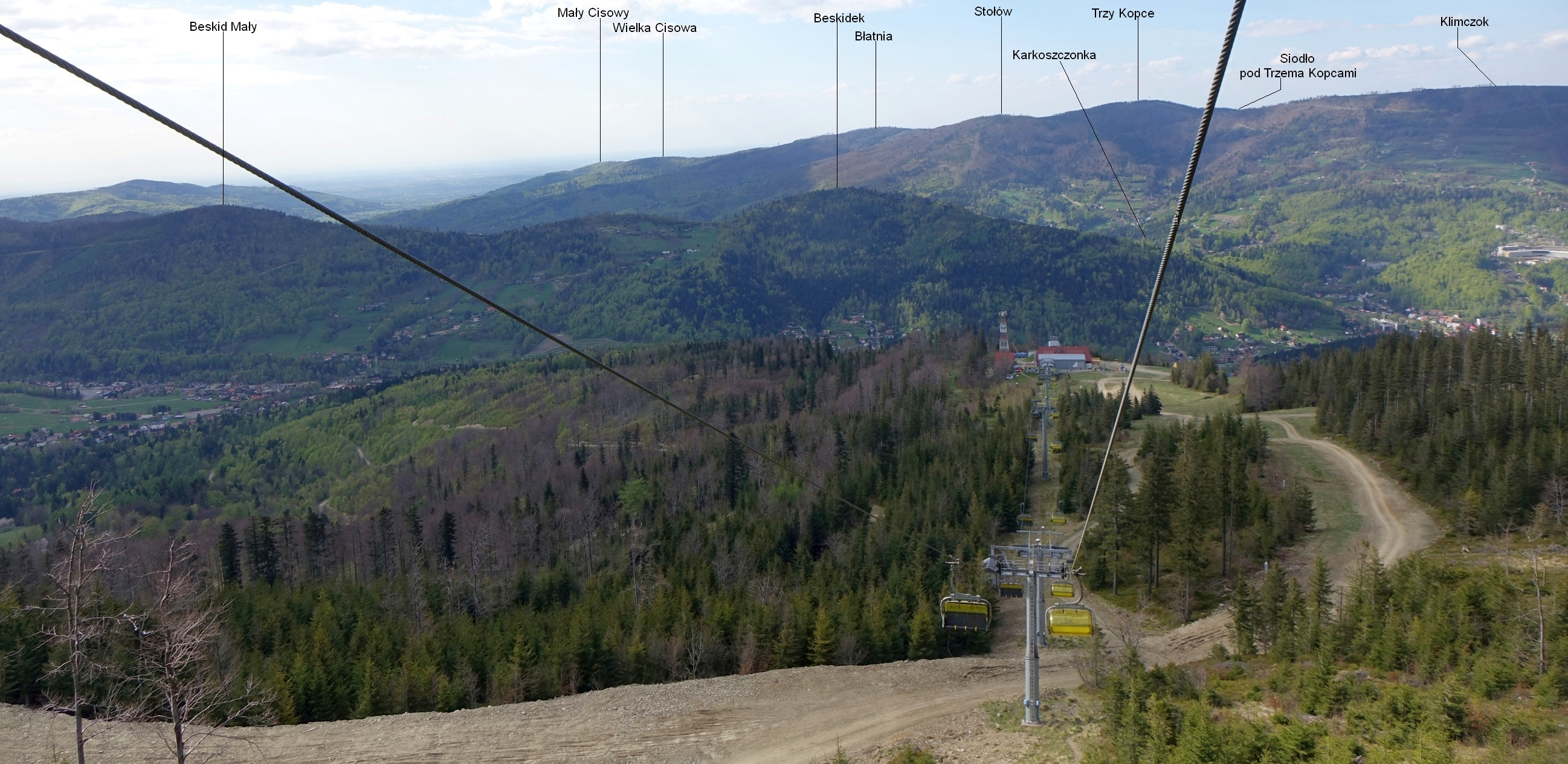
Widok na przełęcz z kolei linowej na Skrzyczne